# Heisteria pacifica
Heisteria pacifica är en tvåhjärtbladig växtart som beskrevs av P.Jørg. & C.Ulloa. Heisteria pacifica ingår i släktet Heisteria och familjen Erythropalaceae. Inga underarter finns listade i Catalogue of Life.